# سید محمد ساداتی
سید محمد ساداتی تیله‌بنی (زادهٔ ساری) کشتی‌گیر تیم ملی کشتی ساحلی ایران است.
او در رقابت‌های کشتی ساحلی قهرمانی جهان که از ۲۲ تا ۲۶ خرداد ۱۳۹۴ در منگلیای رومانی برگزار شد نمایندهٔ ایران و برندهٔ نشان طلا در وزن ۹۰ کیلوگرم بوده‌است.

## بن‌مایه
1. ↑  «حضور ایران در مسابقات جهانی کشتی ساحلی». اطّلاعات.
2. ↑  «اردوی تیم‌های ملی کشتی ساحلی بزرگ‌سالان و جوانان برگزار می‌شود». باشگاه خبرنگاران.